# Münchener Rück
Münchener Rück AG (también conocida como Munich Re) es una empresa reaseguradora alemana con sede en Múnich. Es la compañía de reaseguros más grande del mundo con más de 5.000 clientes en 160 países.
Las acciones de Münchener Rück están cotizadas en todas las bolsas alemanas incluyendo la Bolsa de Fráncfort. Es también una de las empresas componentes del índice DAX y del Dow Jones Euro Stoxx 50.
En febrero de 2010, el inversor estadounidense Warren Buffett se convirtió en el mayor accionista individual de Munich Re. En diciembre de 2015, redujo sus participaciones a menos del 3%.
En 2018, los fondos propios de la empresa ascendieron a 26.500 millones de euros. Los ingresos por primas del grupo en el año (primas brutas emitidas) fueron de 49.100 millones de euros, y su resultado consolidado ascendió a 2.275 millones de euros.

## Historia
Münchener Rück fue establecida en 1880 por Carl von Thieme, fundador del grupo asegurador Allianz.
Münchener Rück ante los daños causados por el terremoto de San Francisco en 1906 indemnizó junto con Allianz parte de las pérdidas materiales causadas por el mismo. Esta empresa fue una de las compañías aseguradoras del World Trade Center hasta que fue destruido el 11 de septiembre de 2001.
El Grupo Munich Re opera en el ámbito del reaseguro y, junto con el Grupo Ergo, en el del seguro primario. Además, Munich Ergo Assetmanagement GmbH (MEAG), como gestor de activos, se ocupa de una gran parte de las inversiones de la empresa y de los activos de inversores privados e institucionales.

### Reaseguro
Munich Re asume parte del riesgo de unas 4.000 compañías de seguros diferentes en todo el mundo y las asesora en materia de seguros. Además de su sede central en Múnich, Munich Re mantiene más de 50 sucursales. Los reaseguros cubren, entre otros, los seguros de vida, salud, responsabilidad civil, accidentes personales, automóvil, marítimo/aeroespacial, incendio e ingeniería. En 2020, las primas brutas suscritas en el segmento del reaseguro ascendieron a unos 37.300 millones de euros (2016: 31.500 millones de euros).

### Grupo Ergo
El Grupo Ergo es un asegurador primario que ofrece todas las formas de seguro de vida y de salud, así como la mayoría de los seguros de propiedad y de accidentes. Ergo está presente en más de 30 países y atiende a unos 35 millones de clientes. El Grupo Ergo incluye las filiales de seguros D.A.S., DKV y ERGO Reiseversicherung. Con unas primas brutas suscritas de unos 17.600 millones de euros (2016: 17.400 millones de euros), Ergo Group 2020 es una de las mayores aseguradoras primarias de Alemania y Europa.

### MEAG
En 1999, Munich Re y el Grupo Ergo fundaron la sociedad de gestión de activos Munich Ergo Assetmanagement GmbH (MEAG). MEAG gestiona activos por valor de 336.000 millones de euros en todo el mundo.